# 周乃翔
周乃翔（1961年12月—），男，江苏宜兴人，中华人民共和国政治人物。南京建工学院民建专业全日制大专毕业，高级工程师。曾任中共江蘇省委常委、蘇州市委書記，中国建筑集团有限公司董事长、党组书记，现任中共山东省委副书记、山东省人民政府省长，是第十九届中央候补委员，第二十届中央委员。

## 生平
1982年2月从南京建工学院（今南京工业大学）民建专业毕业后进入江苏省建筑工程总公司，历任施工员，翻译、技术员，副股长，二处副主任，上海公司副经理，上海公司经理，经营工程部经理，总经理助理、经营工程部经理、党委委员，副总经理、党委委员、美国公司总经理，副总经理、党委委员。1987年12月加入中国共产党。
2003年7月，任泰州市人民政府副市长。2006年，任中共泰州市委常委、泰州市人民政府副市长。2008年4月，任江苏省旅游局局长、党组书记。2010年10月，任江苏省住房和城乡建设厅党组书记、副厅长。2012年2月，任中共苏州市委副书记、苏州市人民政府代市长，同年6月当选市长。其市长任内，2014年8月2日发生146人死亡、114人受伤的昆山中荣工厂爆炸事故，周乃翔被国务院给予记过处分。
2016年1月，升任中共苏州市委书记。同年11月，跻身中共江苏省委常委。
2019年9月，调任中国建筑集团有限公司董事长、党组书记。
2021年9月30日，任中共山东省委副书记、代省长；10月27日，山东省第十三届人民代表大会第六次会议选举周乃翔为山东省省长。